# NGC 4216
NGC 4216是一个位于室女座的中間螺旋星系，属于室女座星系團，距离地球约5500万光年。NGC 4216的絕對星等达到-22，是室女座星系团中最大最亮的一个。